# 大馬島 (珍島郡)
大馬島 （テマ＝ド、たいばとう、朝: 대마도）は、朝鮮半島南西沖にある島。大韓民国全羅南道珍島郡鳥島面に属する。

## 概要
大馬島は、朝鮮半島南西端付近にある珍島のさらに南西沖にある島嶼のひとつである。島の北東に位置する下鳥島、羅拝島、上鳥島、さらにその北に位置する玉島（オク＝ト、옥도）などとともに鳥島群島を構成している。島の南東には観梅島、南西には巨次群島がある。面積は、2.523平方キロメートル。
島の名称は、島の形がウマに似ていたため、「大馬」（テマ、대마）と呼ばれていたことに由来する。李氏朝鮮の時代には馬の牧場があった、という言い伝えもある。島の全域が多島海海上国立公園に指定されている。